# Che colpa ne ho
Che colpa ne ho è un singolo dei rapper italiani Coez e Frah Quintale, pubblicato l'8 settembre 2023 come secondo estratto dal loro primo album collaborativo Lovebars dalle etichette Warner, Carosello e Undamento.

## Video musicale
Il video, diretto da Edoardo Maffei è stato reso disponibile in concomitanza del lancio del singolo attraverso canale YouTube di Coez.

## Tracce
Testi di Silvano Albanese, Francesco Servidei, Jacopo D'Amico, musiche di Alfonso Climenti, Giorgetto Maccarinelli, Riccardo Puddu.
1. Che colpa ne ho – 2:49